# Pedro Benje Neto
Pour les articles homonymes, voir Neto.
Pedro Benje Neto est un footballeur angolais et portugais né le 21 août 1942 à Luanda. Il jouait au poste de gardien de but.

## Biographie

### Joueur
Pedro Benje Neto est né à Luanda, en Angola, alors colonie portugaise. Il commence sa carrière professionnelle au Benfica en 1962,.
Pedro Benje Neto a commencé sa carrière professionnelle en 1962 au Benfica, l'un des clubs les plus prestigieux du Portugal. Durant son passage dans le club benfiquiste, il dispute seulement 2 apparitions en championnat jusqu'en 1965,.
En 1965, Benje Neto rejoint le Varzim SC, où il trouve plus de régularité, jouant 36 matchs jusqu'en 1967,.
En 1967, il signe avec l'AD Sanjoanense, où il joue 22 matchs en une seule saison avant de retourner au Varzim SC en 1968. Lors de son deuxième passage à Varzim, Benje Neto dispute 50 matchs,.
Après son expérience à Varzim, Benje Neto a rejoint le Farense en 1971. Il y a passé une grande partie de sa carrière, jouant 76 matchs sur cinq saisons jusqu'en 1976, au point de devenir une figure importante du club,.
En 1976, il est transféré au Leixões SC, où il dispute 23 matchs en une saison. Son passage à Leixões est suivi de courtes périodes avec plusieurs autres clubs portugais : Estrela de Portalegre (1 match), SC Lamego (1 match), Portimonense SC et enfin Silves où il termine sa carrière de joueur en 1982,.

### Entraîneur
Benje Neto a une carrière d'entraîneur après sa carrière de joueur : il entraîne en Algarve  l'Estrela de Portalegre, les juniors de Portimonense, Silves, l'Imortal DC et le Ginásio de Tavira.

## Vie personnelle
Pedro Benje Neto est le père de Marco Benje et de Túlio Benje, qui ont également eu des carrières de footballeur dans les divisions inférieures portugaises.